# مادگی

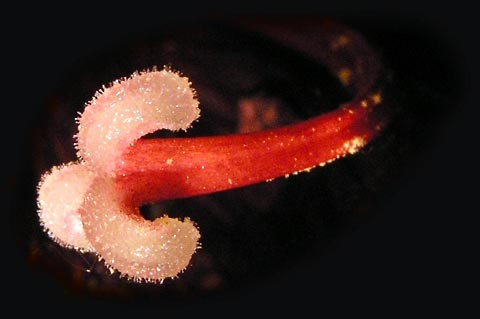

مادگی یا اندام مادهٔ گل از یک یا چند برچه بوجود می‌آید. هر برچه ساختمانی همانند برگ دارد و می‌توان آن را یک برگ تغییر شکل یافته به‌شمار آورد. هر برچه از سه بخش بخشی از تخمدان، خامه، کلاله تشکیل شده‌است. در درون تخمدان ساختارهایی به نام تخمک پدید می‌آیند. تخمک‌ها حامل گامت‌های ماده‌اند. نقش مادگی که اندام زایای گیاه می‌باشد در تولید مثل است. مادگی در ایجاد یاخته‌های جنسی گیاه یعنی یاخته‌های ماده نقش دارد و به‌طور کلی مراحل اصلی تولید مثل جنسی یعنی میوز و لقاح درون گل صورت می‌گیرد.

## نگاه اجمالی
مادگی اندام مادهٔ گل به‌شمار می‌آید و ممکن است از یک یا چند برچه تشکیل شده باشد که در حالت اول آن را ساده و در حالت دوم آن را مرکب می‌نامند. در مادگی مرکب ممکن است برچه‌ها از هم جدا (آلاله و توت فرنگی) یا باهم پیوسته باشند مثل زنبق، پامچال، اطلسی.

## ساختمان مادگی
هر برچه از سه بخش بخشی از تخمدان، خامه، کلاله تشیکل شده‌است. تخمدان بخش میان تهی است که یک یا چند خامه دارد و تعداد برچه‌های مادگی مرکب اغلب به تعداد کلاله‌ها و تعداد خانه‌های تخمدان بستگی دارد. در درون تخمدان ساختارهایی به نام تخمک پدید می‌آیند. تخمک‌ها حامل گامت‌های ماده‌اند. نحوهٔ قرار گرفتن تخمک را در درون تخمدان تمکن می‌گویند. خامه بخش دراز و باریک برچه است که بین کلاله و تخمدان قرار دارد خامه‌ها ممکن است آزاد یا به هم متصل باشند.
در این صورت در وسط ستونی که از اتحاد خامه‌ها ایجاد می‌شود یک یا چند مجرا بوجود می‌آید و این مجاری در حقیقت راه عبور لولهٔ گرده برای رسیدن به تخمک است بخش انتهایی خامه را کلاله می‌گویند که معمولاً برجسته است و به شکل‌های مختلف ظاهر می‌شود. سطح کلاله اکثراً دارای یاخته‌های کرک مانند و کوتاهی است که در جذب و نگاهداری گرده موثرند کلاله بعضی از گیاهان مایعی چسبنده و قندی بنام مایع کلاله ترشح می‌کند. در گیاهانی که گرده‌افشانی به‌وسیله باد انجام می‌گیرد مانند تیرهٔ گندم کلاله منشعب و کرکدار است.

## ساختار تخمک
تخمک از سه بخش تشکیل شده‌است.
- بافت خورش (بافت) که تمام یاخته‌های آن مریستمی هستند.
- اطراف خورش دو لایه بافت به شکل غلافی به‌طرف بالا رشد می‌کند و نوک خورش را دربرمی‌گیرد و فقط سوراخ کوچکی در انتها بازمی‌ماند که آنرا سفت می‌نامند. دو لایه بافت پیرامون خورش را پوسته درونی و پوسته بیرونی می‌نامند.

## جفت بندی تخمک و انواع آن

#### جفت بندی لبه ای
در این جفت بندی تخمک‌ها در سطح داخلی تخمدان قرار می‌گیرند در تخمدان لوبیا که از یک برچه تشکیل شده، تخمک‌ها در محل اتصال دو لبه برچه قرار دارند و در بنفشه که از سه برچه تشیل شده کنار هر برچه به کنار برچه دیگر متصل می‌شود و به این ترتیب مادگی سه برچه‌ای تک‌خانه بوجود می‌آید و تخمک‌ها در کناره تخمدان در محل اتصال برچه‌ها قرار می‌گیرند.

#### جفت بندی محوری
در این جفت بندی کناره‌های برچه‌های تشکیل دهندهٔ مادگی در وسط تخمدان به یکدیگر پیوسته و محور میانی تخمدان را تشکیل می‌دهند؛ بنابراین به تعداد برچه‌ها در داخل تخمدان حفره بوجود می‌آید؛ و تخمک‌ها به صورت ردیف‌هایی در طول محور میانی قرار می‌گیرند، مانند گیاهان تیره سوسن.

#### جفت بندی مرکزی
این جفت بندی در مادگی‌های چند برچه و تک‌خانه پامچال وجود دارد. تخمک‌ها بر روی ستون آزاد در مرکز تخمدان که از رشد قاعده محل اتصال برچه‌ها حاصل آمده قرار می‌گیرند، مثل فلفل سبز و انگور فرنگی.

## کیسه جنینی
کیسه جنینی در داخل تخمک بوجود می‌آید قسمت اعظم تخمک جوان را بافت خورش تشکیل می‌دهد که یاخته‌های آن دیپلوئید هستند. نحوه تشکیل کیسه جنینی به این ترتیب است که ابتدا یکی از یاخته‌های بافت خورش که نزدیک سفت است بزرگ‌تر شده و به یاخته مادر مگاسپور که دیپلوئید است تبدیل می‌گردد. این یاخته با تقسیم می‌وزی چهار مگاسپور هاپلوئید (n کروموزومی) تولید می‌کند سه مگاسپور که به سفت نزدیکترند عموماً متلاشی می‌شوند، اما چهارمین مگاسپور که از سفت دورتر است بزرگ‌تر می‌شود و با انجام سه بار تقسیم میتوزی هشت هسته هاپلوئید تولید می‌کند.
هر هسته و مقداری از سیتوپلاسم پیرامون که یاخته را بوجود می‌آورد شش هسته با سیتوپلاسم پیرامون خود به ۶ یاخته کامل و مجزا تبدیل می‌شوند. دو هسته قطبی نیز یک یاخته دوهسته‌ای (دیپلوئید) را تشکیل می‌دهند در نتیجه تعداد یاخته‌های کیسه جنینی به هفت عدد کاهش می‌یابد هفت یاخته نامهای خاص دارند. در کیسه جنینی مجاور سفت یک یاخته تخمزا همراه با دو یاخته قرینه قرار دارد هسته ثانویه تقریباً در مرکز کیسه جنینی است به یاخته‌های مادر آندوسپرم معروف است سه هسته باقیمانده که در کیسه جنینی دور از سفت قرار دارند یاخته‌های متقاطر نامیده می‌شوند. کیسه جنینی در این مرحله از رشد آماده لقاح است.

## عملکرد مادگی
نقش مادگی که اندام زایای گیاه می‌باشد در تولید مثل می‌باشد و مادگی در ایجاد یاخته‌های جنسی گیاه یعنی یاخته‌های ماده نقش دارد و به‌طور کلی مراحل اصلی تولید مثل جنسی یعنی میوز و لقاح درون گل صورت می‌گیرد در اثر تقسیم، یاخته‌های نر و ماده تشکیل می‌شوند. سپس در اثر گرده افشانی لقاح صورت می‌گیرد و میوه و دانه بوجود می‌آیند. میوه و دانه رشد می‌کنند و سپس پراکنده می‌شوند با پیدایش دانه، فرایند تولید مثل جنسی کامل می‌شود و با تشکیل جنین درون دانه نخستین مرحله از دوران زندگی گیاه جوان آغاز می‌شود.